# 特拉亚努-迪莫赖斯
特拉亚努-迪莫赖斯是巴西里约热内卢州的一个市镇。总面积589.397平方公里，总人口9593人，人口密度16.3人/平方公里。